# A-dos-Negros
A-dos-Negros, oficialmente A dos Negros, é uma povoação portuguesa sede da Freguesia de A dos Negros do Município de Óbidos, freguesia com 16,82 km² de área e 1456 habitantes (censo de 2021), tendo, por isso, uma densidade populacional de 86,6 hab./km².

## Demografia
A população registada nos censos foi:
| Distribuição da População por Grupos Etários | Distribuição da População por Grupos Etários | Distribuição da População por Grupos Etários | Distribuição da População por Grupos Etários | Distribuição da População por Grupos Etários |
| -------------------------------------------- | -------------------------------------------- | -------------------------------------------- | -------------------------------------------- | -------------------------------------------- |
| Ano                                          | 0-14 Anos                                    | 15-24 Anos                                   | 25-64 Anos                                   | > 65 Anos                                    |
| 2001                                         | 203                                          | 194                                          | 789                                          | 307                                          |
| 2011                                         | 187                                          | 139                                          | 801                                          | 362                                          |
| 2021                                         | 175                                          | 131                                          | 715                                          | 435                                          |

## História
A freguesia foi criada durante a segunda metade do século XVIII, possivelmente um pouco depois do terramoto de 1755. Segundo o investigador Pinho Leal o seu nome derivará de Cecílio Negro, um corajoso capitão lusitano, que viveu vinte anos antes de Jesus Cristo.
Antes de 1147, existiam várias povoações entre Leiria e Lisboa, onde residiam grandes núcleos judaicos, com sinagogas e hábitos de vida própria. Foi personagem importante um rabi-mor chamado Yahia ben Yahia, e quem segundo o historiador Joaquim Veríssimo Serrão na sua obra História de Portugal, D. Afonso Henriques nomeou mordomo e cavaleiro-mor, em recompensa de serviços prestados na luta contra os Mouros, e concedeu a Aldeia dos Negros. Este historiador diz ainda "que esta doação se refere à tomada de Óbidos em 1148, tem que se aceitar a identificação com a actual povoação de A dos Negros, situada a 4 km". Sobre este assunto, outros autores estudaram, como Meyer Kayserling na obra História dos Judeus em Portugal e João Evangelista na sua obra A dos Negros: uma aldeia da Estremadura. Segundo este último autor, no século XIX, os campos desta freguesia estavam cobertos de matagais, com muitas árvores (sobreiros, azinheiras, loureiros e medronheiros).
No Cadastro da População do Reino, efetuado por D. João III em 1527, a Aldeia dos Negros era um pequeno aglomerado com 20 fogos (cerca de 90 habitantes). Em 1757, o número de fogos já era de 122, tendo o povoamento da aldeia sido feito pelos campos adjacentes.
No campo eclesiástico, a apresentação do pároco era de responsabilidade do povo que lhe doava de côngrua,  noventa alqueires de trigo, trinta de cevada e duas pipas de vinho. Durante algum tempo, esta freguesia esteve subordinada à Colegiada de São João de Mucharro, cujo prior tinha o dever de ir anualmente à igreja de Santa Maria Madalena cantar a festa da santa padroeira. 

## Economia
As principais atividades económicas são a agricultura, construção civil e a indústria cerâmica.

## Património
Nesta freguesia pode-se visitar a Igreja Matriz de Santa Madalena e a Capela do Espírito Santo (Sancheira Grande), para além do cruzeiro. Dignas também de visita são as quintas do Cabeço, da Botelheira, e do Rolin. Existem as fontes do Ulmeiro, Santa da Formiga e do Olival Santo. Na freguesia existem ainda várias capelas.
Junto à junta de freguesia foi instalado um baloiço panorâmico.

## Gastronomia
As principais especialidades gastronómicas da freguesia são as misturadas. O vinho branco maduro é afamado. Na freguesia há a tradição da matança do porco.

## Festas e Romarias
Apesar de pequena, existem várias feiras e romarias nesta freguesia. As principais são:
- Santo Amaro (15 de janeiro)
- Mártir São Sebastião (20 de janeiro)
- Santo António (13 de junho)
- Festa do Corpo de Deus (junho)
- Santa Maria Madalena, em honra da Santa padroeira da freguesia a 22 de julho.
- Espírito Santo (maio ou junho)
- Nossa Senhora da Assunção (15 de agosto)
- Menino Jesus (25 de dezembro)

## Coletividades
As principais coletividades da freguesia são:
- Associação Cultural e Desportiva e Recreativa de A dos Negros
- Associação Cultural e Desportiva e Recreativa da Gracieira
- Associação de Desenvolvimento Social
- Associação de Caça e Pesca
- Associação Cultural e Desportiva e Recreativo da Sancheira

## Feiras
Existe na freguesia uma feira anual a 22 de julho.